# 山田だびんち
山田 だびんち（やまだ だびんち、1983年10月1日 - ）は、日本のお笑いタレント、舞台俳優、イラストレーター、切り絵職人、アーティスト。
本名：山田 直樹（やまだ なおき）。福岡吉本所属。

## 経歴・人物
九州産業大学芸術学部卒業。卒業制作は切り絵。似顔絵やイラストも得意。
福岡吉本21期生。吉本興業福岡支社に所属。演劇団体「福吉座」のレギュラーメンバー。2024年1月26日から「サプライズメーカーPandA」に所属。
2010年4月、大学の後輩とぶんぶん丸を結成。2020年3月に解散。2012年3月、2代目福岡県住みます芸人に任命。解散後も山田のみやまだ なおきとして継続し、2021年12月まで活動。2022年5月、山田だびんちに改名。
趣味は食べ歩き。
2023年11月、大阪・COOL JAPAN PARK OSAKA SSホールで開催された『関西演劇祭2023』に「PandA」（ピーアンドエー）のメンバーとして「EN_TRY」に出演。ベスト俳優賞に輝いた。

## 出演

### ラジオ
- 福岡よしもとツナガルRadio - レギュラー（毎週木曜 17:00 - 17:55　COMI×TEN FM 77.7MHz）

### 映画
- 青空コンチェルト（2022年）

### 舞台
- ドブ恋九州3（2019年10月8日-13日、甘棠館Show劇場）

- TURNING（2022年9月6日-8日、アクロス福岡円形劇場）- 神戸 役
  - P and A企画 ～フラ劇プロジェクト～ 福岡 第2弾

- J.O.K（2023年1月17日 - 19日、甘棠館Show劇場）- 津田 幸作 役
- BENKEI（2023年3月28日-30日、ぽんプラザホール）- 佐藤 継信 役
- 15～結びの譜～（2023年6月13日-15日、アクロス福岡円形ホール）- 好田 哲(ﾖｼﾀﾞ ｻﾄｼ) 役
- ゲラップ・ベイべ～（2023年7月27日-29日、ぽんプラザホール）- タロウ 役
- HANABI　- 蔵丸 役 
  - 福岡公演（2023年8月29日-31日、甘棠館Show劇場）
  - 東京公演（2023年9月4-6日、新宿シアターブラッツ）
- HANAMACHI（2023年10月20日-22日、ぽんプラザホール）- 釜江 役
- EN_TRY　- 伴 丸夫 役
  - 関西演劇祭（2023年11月11日-19日、COOL JAPAN PARK OSAKA SSホール）
  - 福岡凱旋公演（2024年1月27日-28日、2月11日、ESPエンタテイメント福岡 Live Hall）
  - 関西演劇祭 in Tokyo（2024年3月20日、新宿シアタートップス）
- リーディカルMOMOJIRO（2023年11月30日、アクロス福岡円形ホール）- お爺さん 役
- 城南フロッグボーイズ（2023年12月5日-10日、ぽんプラザホール）- 謎の男/幸一 役
- 深淵（2024年2月23日-25日、ぽんプラザホール）- 酒田 正樹 役
- RUBBISH（2024年3月30-31日、西鉄ホール）- シャーク/親びん 役
- BORDER（2024年4月26日-28日、ぽんプラザホール）- とりばあ 役
- airo（2024年5月28日-30日、ぽんプラザホール）- 有島 役(｢隘路｣にて)
- 星降る夜に（2024年6月21日、ぽんプラザホール)- お爺ちゃん 役
- ギレン。(2024年6月26-29日、甘棠館Show劇場)- 阿久津 創 役
- モノクロ（2024年7月18日、 甘棠館Show劇場 ）-<三兄弟/七生><00舞台/ｵﾀﾏｼﾞｬｸｼ><墓地/拓朗>役
- METEOR - 城間 進 役
  - 東京公演（2024年8月23-25日、新宿スターフィールド）
  - 福岡公演（2024年8月27-29日、ぽんプラザホール）
- バババレNo.1（2024年8月31日-9月1日、ぽんプラザホール）- 草刈 繁男/卜部 幸代 役
- G.AGENCY（2024年9月24-26日、甘棠館Show劇場）- 田邊 太輔 役
- ROCKS！- 人見 役
  - 福岡公演（2024年10月24-27日、ぽんプラザホール）
  - 大阪公演（2024年11月7-10日、in→dependent theatre 1st）
- フレームの外側（2024年11月29日-12月1日、甘棠館Show劇場）- 津田 としひこ 役

映像作品
- revisit（2024年）- 48 Hour Film Project
- 原丈雄に復讐する会（2024年）- 48 Hour Film Project

1. ↑  “コロナ禍でコンビ解散の40歳芸人→演劇で開花 福岡の元「ぶんぶん丸」山田だびんち、ベスト俳優賞に万感”. ORICON NEWS (2023年11月20日). 2023年12月5日閲覧。